# تايرون تومسون
تايرون تومسون (بالإنجليزية: Tyrone Thompson)‏ (8 مايو 1982 بشفيلد في المملكة المتحدة - ) هو لاعب كرة قدم بريطاني في مركز الوسط. لعب مع شيفيلد يونايتد وغريمسبي تاون ونادي توركي يونايتد ونادي دونكاستر روفرز ونادي شيفيلد ونادي كرولي تاون وهدرسفيلد تاون ونادي سكاربورو ونادي غاينسبورو ترينيتي ونادي هاليفاكس تاون ونادي جوول ‏ ولينكولن سيتي أف سي ونادي مانسفيلد تاون وإف سي هاليفاكس تاون.

## وصلات خارجية
- تايرون تومسون على موقع قاعدة بيانات كرة القدم.إي يو (الإنجليزية)
- تايرون تومسون على موقع Soccerbase.com (لاعب) (الإنجليزية)